# Carex illota
Carex illota L.H.Bailey es una especie de planta herbácea de la familia de las ciperáceas.

## Hábitat y distribución
Es nativa de América del Norte occidental, donde crece en lugares húmedos como pantanos y praderas de montaña. 

## Descripción
Esta juncia produce densos racimos de tallos de hasta unos 38 centímetros de altura máxima.  Hay unas pocas hojas en cada tallo, que tienen hasta 18 centímetros de largo. La inflorescencia es un racimo denso de color marrón oscuro de espigas de un centímetro de largo.

## Taxonomía
Carex illota fue descrita por  Liberty Hyde Bailey y publicado en Memoirs of the Torrey Botanical Club 1(1): 15–16. 1889.
Etimología
Ver: Carex
illota; epíteto latino  que significa "separada".
Sinonimia
- Carex bonplandii var. minor Boott (1863).
- Carex bonplandii var. angustifolia W.Boott in S.Watson & al. (1880).
- Carex dieckii Boeckeler (1890).[3]